# St. Christoph (München)

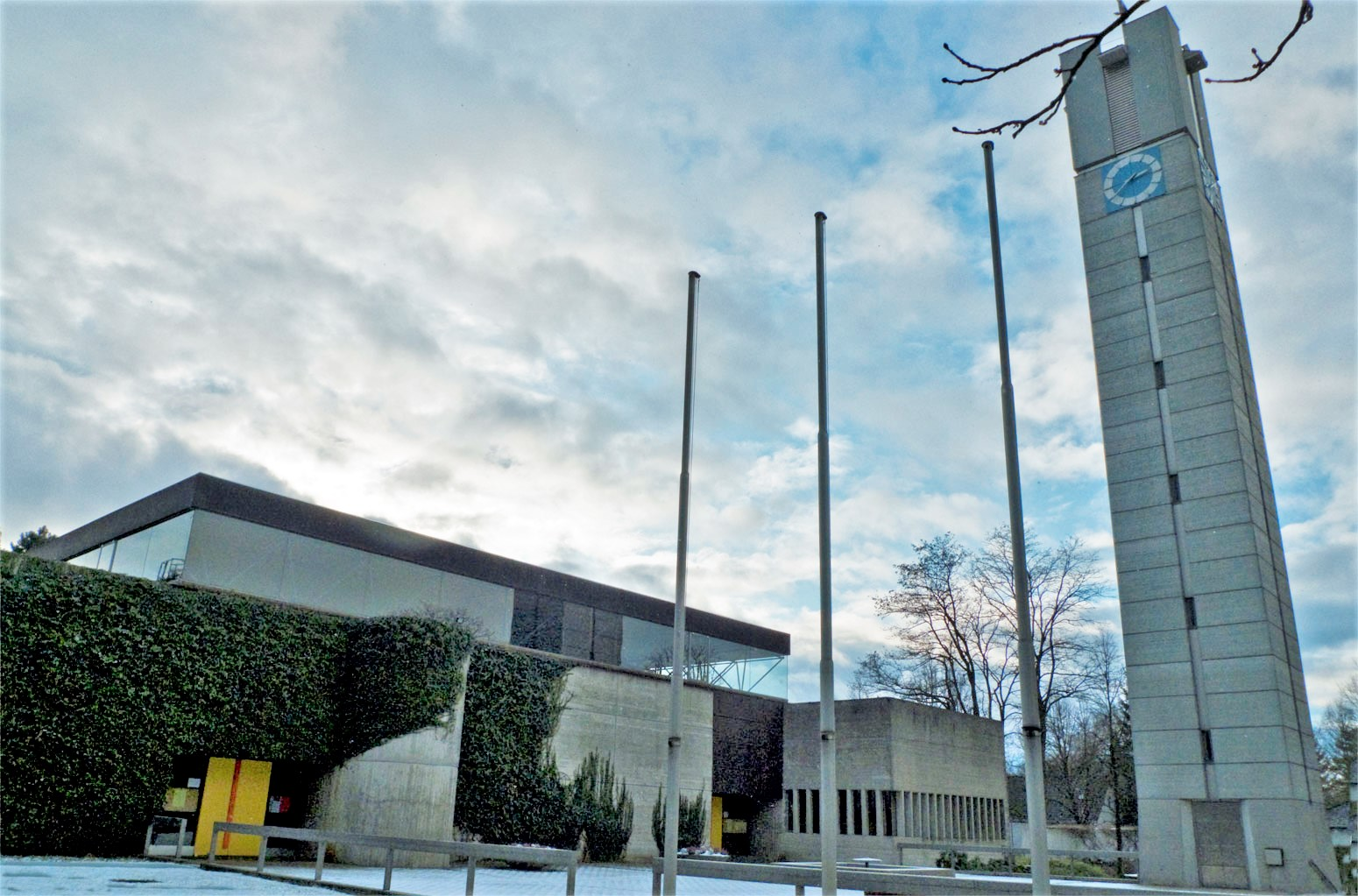
St. Christoph

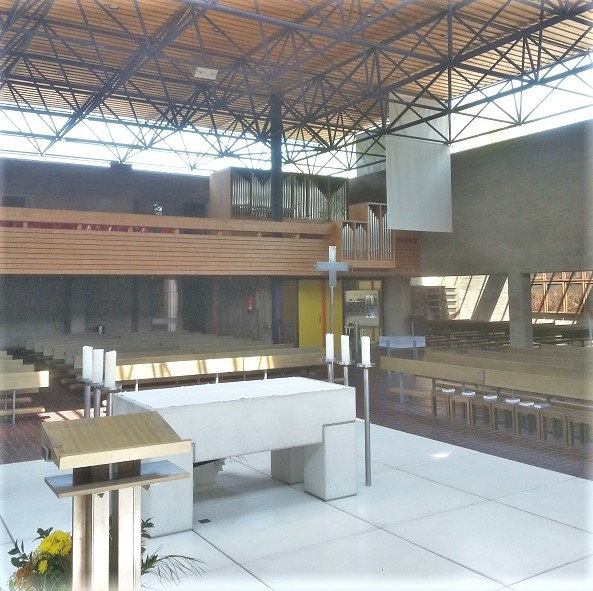
Blick zur Walcker-Orgel

St. Christoph ist eine 1971 geweihte Christophoruskirche mit der Adresse Am Blütenanger 7 in der Fasanerie-Nord im Münchner Stadtbezirk Feldmoching-Hasenbergl und wurde nach Plänen von Münchner Architekten Erhard Fischer errichtet.

## Geschichte
Die 1926/1927 erbaute Vorgängerkirche, die Alte St.-Christoph-Kirche, befindet sich unter der Adresse Pfarrer-Himmler-Straße 3. 1971 wurde etwa 1 km weiter östlich diese neue Kirche errichtet, die 1993 um einen Kirchturm ergänzt wurde. Die 1971 gegossenen und zuvor in einem Stahlträger neben der Kirche gehängten Glocken von Rudolf Perner mit Schlagtonfolge fis1 – a1 – h1 wurden übernommen und in den Turm aufgezogen. Am 1. Januar 2003 schloss sich St. Christoph mit der Nachbarpfarrei St. Johannes Evangelist zum Pfarrverband Fasanerie zusammen. Von 20. April 2012 bis 31. Dezember 2017 gehörten sie zum Pfarrverband Fasanerie-Feldmoching, erweitert um die Pfarrei St. Peter und Paul Feldmoching. Seit 1. Januar 2018 ist sie zusammen mit den Pfarreien St. Agnes (Lerchenau) und St. Matthäus (Hasenbergl Süd) Teil des Pfarrverbands PACEM – München-Nord-Feldmoching.
St. Christoph ist ein Ort des Kulturgeschichtspfads Feldmoching-Hasenbergl.

## Architektur
Der mit Sichtbetonwänden umschlossene Innenraum ist nach Süden ausgerichtet und wird durch ein durch vier Stahlstützen getragenes Dach mit einem offenen stählernen Tragwerk abgedeckt, das ein breites Glasband oberhalb der Betonwände für den Lichteinfall frei lässt. An der Ostseite des Hauptraums schließt sich eine Sakramentskapelle bzw. Werktagskirche an.
Die zuerst vor dem Platz angebrachten Glockenständer wurden durch einen Turm abgelöst, dessen Grundstein am 19. Oktober 1993 gelegt wurde. Der neue Glockenturm fügt sich nicht in das Ensemble, bestehend aus Pfarrhaus, Pfarramt, Hauptkirche und Kindergarten, ein.
Auf dem Kirchplatz befinden sich ein Brunnen und eine Bodenskulptur von Alf Lechner aus massivem Edelstahl aus dem Jahre 1991.

## Ausstattung
Die lange Wand hinter dem Altar nimmt ein Wandbild von Edzard Seeger ein, Das apokalyptische Lamm (1982).
Der Taufstein greift die kubische, lichtdurchflutete Form des Kirchenraums auf.
An der Ostwand, neben dem Eingang zur Werktagskirche, befindet sich eine alte Marienfigur.
Die Werktagskirche ist mit einem Ensemble von Kruzifix, Osterleuchter, Tabernakel und Wandbild  sowie 14 alten Kreuzwegbildern ausgestattet.
Die Orgel mit 24 Registern auf zwei Manualen und Pedal wurde 1976 von der Firma Walcker erbaut. 2004 wurde das Instrument von Christoph Kaps renoviert.